# Troodos (Ort)
Troodos (griechisch Τροόδος) ist eine Gemeinde im Bezirk Limassol in der Republik Zypern. Bei der Volkszählung im Jahr 2021 hatte sie 17 Einwohner. Der Ort liegt inmitten des Troodos-Gebirges.

## Lage und Umgebung

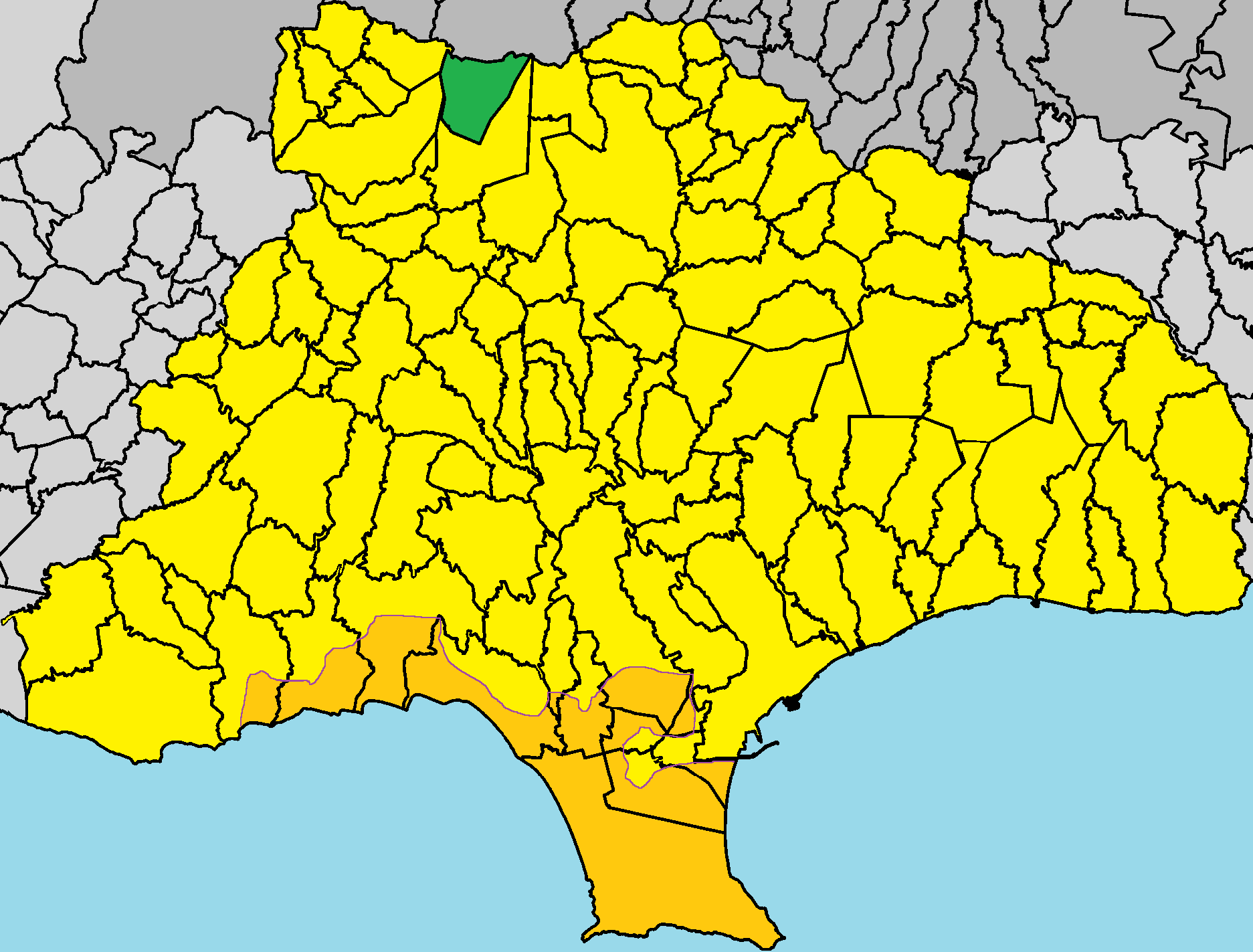
Lage im Bezirk Limassol

Troodos liegt in der Mitte der Mittelmeerinsel Zypern, etwa 30 Kilometer nordwestlich von Limassol. Das Dorf grenzt im Osten und Süden an Pano Platres, im Westen an Fini und Prodromos, und im Norden an Kakopetria im Bezirk Nikosia. Das Dorf kann über die Straßen B8, B9 und E910 erreicht werden.

## Geschichte
Im Jahre 2015 wurde die Gemeindegründung vom Ministerrat bestätigt. Die Verwaltungsgrenzen wurden durch das Verwaltungsgesetz 339/51 definiert. Zuvor gehörte Troodos zur Gemeinde Pano Platres.